# Cryptoplophora asiatica
Cryptoplophora asiatica är en kvalsterart som beskrevs av Gordeeva, Niemi och Petrova-Nikitina 1998. Cryptoplophora asiatica ingår i släktet Cryptoplophora och familjen Protoplophoridae. Inga underarter finns listade i Catalogue of Life.